# Лжеисидоровы декреталии
«Лжеисидоровы декреталии» (лат. Decretales Pseudo-Isidorianae) — канонический памятник, созданный в IX веке, который ложно приписывался Исидору Севильскому. В псевдо-Исидоровых декреталиях находятся постановления различных церковных соборов, а также около ста папских посланий, многие из которых подложные.

## История создания
Сборник «Лжеисидоровы декреталии» был составлен в империи Каролингов в IX веке неизвестными авторами, которых условно называют «Лжеисидор».
Для создания «Лжеисидоровых декреталий» в первую очередь использовался канонический сборник «Испано-галльское собрание», а также другие своды церковных правил. Однако авторы подделывали многие тексты, ложно приписывая их римским понтификам. Чтобы замаскировать подлог, Лжеисидор включил в свой сборник множество подлинных канонических сводов. Так к примеру в «Лжеисидоровы декреталии» вошли правила Вселенских соборов, а также постановления соборов Западной церкви.
Вскоре «Лжеисидоровы декреталии» набрали огромную известность в Западной Церкви. Впервые на этот свод ссылался архиепископ Гинкмар Реймсский. Затем в позднее время их использовал папа Лев IX. В средние века этот сборник использовался для доказательства папского примата.

## Содержание
«Лжеисидоровы декреталии» были направлены на укрепление власти Римского понтифика, который выставлялся в качестве единственного главы христианской Церкви. Так, в сборнике указывалось, что любой епископ или клирик имел право подать апелляцию к Римскому престолу. В свою очередь в «Лжеисидоровых декреталиях» четко подчеркивалось, что папа Римский является единственным, кто имеет право судить епископов.

## Обнаружение подлога
Впервые вопрос касательно подлинности «Лжеисидоровых декреталий» был поставлен во время Реформации. В книге «Магдебургские центурии» этот сборник объявлялся фальсификацией. Подложность «Лжеисидоровых декреталий» была полностью раскрыта и доказана в XVII веке такими французскими богословами как Ш. Дюмулен, А. Ле Конт, Д. Блондель. Само слово «Лжеисидор» впервые употребил Д. Блондель в своем сочинении «Blondellus D. Pseudo-Isidorus et Turrianus vapulantes» (Gen., 1628).